# Mechanizm prowadzenia
Mechanizm prowadzenia jest to zespół urządzeń, które umożliwiają kierowcy prowadzenie pojazdu po wybranym przez niego torze i z określoną przez niego prędkością.
Skład mechanizmu prowadzenia:
- układ kierowniczy
- układ hamulcowy